# Kurt Schatter
Kurt Schatter (* 24. Dezember 1881 in Olbernhau; † 23. März 1962 in Berlin-Köpenick) war ein deutscher Volksschullehrer, sozialdemokratischer Widerstandskämpfer gegen den Nationalsozialismus, Schulreferent, Abgeordneter des Deutschen Volksrates und der Volkskammer der DDR und VVN-Aktivist.

## Leben
Schatter studierte nach Erlangung der Hochschulreife Pädagogik und wurde in Chemnitz viele Jahre als Volksschullehrer tätig. Sein besonderes Interesse galt dem Projekt einer Bodenreform, die in seinem Geschichtsunterricht ausführlich behandelt wurde, wozu er auch eine eigene Veröffentlichung in Druck gab. 1917 trat er in die Sozialdemokratische Partei Deutschlands (SPD) ein, der er bis 1930 angehörte. 1920 gründete er das Jugend- und Wohlfahrtsamt von Chemnitz, das in den schweren Jahren nach dem Ersten Weltkrieg Kindern und Jugendlichen soziale Hilfestellungen geboten hat. Er wurde mit dem Mandat der SPD in den Stadtrat gewählt.
Nach der Machtübertragung an die NSDAP 1933 wurde mit dem „Gesetz zur Wiederherstellung des Berufsbeamtentums“ gegen ihn ein Berufsverbot verhängt. Schatter verlegte seinen Wohnsitz nach Berlin und schloss sich dem Widerstandskreis um Wilhelm Külz an. Zusammen mit Fritz Müller half er nach dem gescheiterten Attentat vom 20. Juli 1944 dem von den NS-Behörden gesuchten Carl Goerdeler, sich zeitweise vor der Verfolgung zu verstecken. Im September 1944 wurde Schatter selber verhaftet und von einem Gericht zu einem Jahr Gefängnis verurteilt.
Als die NS-Herrschaft beseitigt war, wurde Schatter im September 1945 Hilfsreferent für Volks-, Mittel und Sonderschulen. In der Schulabteilung der Deutschen Verwaltung für Volksbildung in Berlin wurde er zum Leiter der Einheitsschulkommission berufen. 1946 wurde er Referent für Grund- und Landschulen. Schatter trat 1945 in die Liberal-Demokratische Partei Deutschlands (LDPD) ein und wurde Vorsitzender der Ortsgruppe von Berlin-Friedrichshagen. 1947 wurde er stellvertretender Leiter der LDPD-Schulabteilung. Von 1949 bis 1951 war er als Hauptabteilungsleiter im Ministerium für Auswärtige Angelegenheiten der DDR tätig.
Im März 1948 wurde Schatter mit dem Mandat der LDPD in den Ersten Volksrat der SBZ und 1949 in den Zweiten Volksrat, den Vorläufer der späteren Volkskammer gewählt, diesmal für die VVN. Gleiches geschah am 19. Oktober 1950 bei der Wahl zur Ersten DDR-Volkskammer.
Seine Erfahrungen in Widerstand und Verfolgung stellte er der erinnerungspolitischen Arbeit der VVN zur Verfügung, deren engerem Vorstand er angehörte. Mitte der 1950er Jahre initiierte er die Erstellung eines wissenschaftlichen Werkes über die Widerstandsbewegung, wofür ihm Karl Raddatz seine Mitarbeit anbot.

## Nachlass
Sein politischer Nachlass wird in diesen Archiven aufbewahrt:
- Archiv der Bibliothek für Bildungsgeschichtliche Forschung des Deutschen Instituts für Internationale Pädagogische Forschung: Bestandsübersicht, Stand vom Februar 2004[4]
- Signatur: SCHATT 3: Nachlass Kurt Schatter – 2.2 Briefe an Kurt Schatter: Brief von Karl Raddatz an Kurt Schatter / Kurt Schatter [Adressat], Karl Raddatz [Schreiber] Berlin, 10. Juni 1955. – 1 Brief, masch. Darin: Raddatz bietet seine Mitarbeit als Leiter eines Redaktionskollegiums am vom Schatter vorgeschlagenen wissenschaftlichen Werk über die Widerstandsbewegung an.[3]

## Veröffentlichungen
- Die Bodenreform in der Schulpraxis. Greßler, Langensalza 1913, DNB 362581487.